# Get Back the Hope
「Get Back the Hope」（ゲット・バック・ザ・ホープ）は、Fear, and Loathing in Las Vegasの楽曲。2022年10月1日に、Getting Better Records(JVCKENWOOD Victor Entertainment)より配信された。

## 概要
前作「Tear Down」より約1か月ぶりとなる作品。
本作は彼らの7枚目となるフルアルバム『Cocoon for the Golden Future』のリードトラックとして収録され、配信と同時にミュージックビデオも公開された。内容はミニ四駆に車載カメラを搭載して撮影したもので、暗闇を超速で走り回るミニ四駆がメンバーを捉えた疾走感溢れるものとなっている。撮影は神奈川県横浜市にあるミニ四駆研究所"FORCE LABO"にて2022年7月初頭に行われた。ミュージックビデオについてマネージャーは「ミニ四駆に車載カメラをつけて撮れたら曲の持つ疾走感のイメージに合う」と思ったという。
撮影にあたっては、見る側が退屈にならないようにコースに高さをつけるなど1カ月ほどの準備期間が設けられた。当初の構想では3分の曲に合わせて3分でコースを一周する計画であったが、難易度の関係でコースに複数台を走行させ素材を撮影し後から編集するという形になった。
楽曲としてはテンポチェンジのない約3分というコンパクトなものとなっている。Minamiは「もともとアルバム1曲目としてイメージされていて、勢いがあって難しい展開とかはなく走り抜けるような曲」と語っており、『Cocoon for the Golden Future』発売の1年以上前には完成していたという。曲のラストには爆発音が取り入れられており、「爆発音っていうのは、他の曲でも使ってはいるんですけど、ここまで狙った感じではないです。インパクトも出るし、そういうバカっぽさみたいなのも出るので」とMinamiも気に入っているとのこと。
また、楽曲の中盤にSoがTaikiと共にギター・ソロを弾くパートがあり、マネージャーは「ライヴ中に、Soがギターを持って弾いて、ギターを置いて、というところまでのパフォーマンスも想定して作っています」と語っている。

## 収録曲
| #         | タイトル              | 作詞 | 作曲・編曲 | 時間 |
| --------- | --------------------- | ---- | ---------- | ---- |
| 1.        | 「Get Back the Hope」 |      |            | 3:08 |
| 合計時間: | 合計時間:             | 3:08 |            |      |

## タイアップ
Get Back the Hope
- TVQ九州放送『BARKUP TV』オープニングテーマ（2022年12月度）
- パチスロ機『回胴黙示録カイジ 狂宴』PVソング[7][8]

## 収録アルバム
Get Back the Hope
- 『Cocoon for the Golden Future』

## 演奏
- So : Vocal, Guitar
- Minami : Vocal, Keyboard
- Taiki : Guitar, Chorus
- Tomonori : Drums
- Tetsuya : Bass Guitar, Chorus